# آلیل‌پالادیم کلرید دیمر
آلیل‌پالادیم کلرید دیمر (به انگلیسی: Allylpalladium chloride dimer) با فرمول شیمیایی C۶H۱۰Cl۲Pd۲ یک ترکیب شیمیایی است. که جرم مولی آن ۳۶۵٫۸۵ g/mol می‌باشد. شکل ظاهری این ترکیب، بلورهای جامد زرد کمرنگ است.